# Атавов, Ахмед Султаналиевич
Ахме́д Султанали́евич Ата́вов (род. 23 февраля 1961, Хасавюрт, Дагестанская АССР) — чемпион и призёр чемпионатов России и СССР по вольной борьбе, чемпион мира (1989), чемпион мира в абсолютной весовой категории (1989), обладатель Кубка мира (1989), Заслуженный мастер спорта СССР (1989). Чеченец по национальности.

## Биография
Начал заниматься вольной борьбой в 1974 году в Хасавюрте у тренера Салимхана Нуцалханова. В 1977 году вместе с тренером переехал в Черкесск. В 1982 году окончил факультет физического воспитания Карачаево-Черкесского пединститута.
В 1983 году переехал в Красноярск, где продолжал тренироваться у Дмитрия Миндиашвили. Серебряный призёр чемпионата СССР 1987 года. В том же году стал серебряным призёром Кубка мира. Обладатель Кубка мира (1988), чемпион СССР (1989). Член сборной команды страны в 1987-1989 годах.
После окончания спортивной карьеры в 1991 году переехал в Москву. Занимался бизнесом. В настоящее время живёт в Хасавюрте.

## Выступление на чемпионатах СССР
- Чемпионат СССР по вольной борьбе 1981 года — ;
- Чемпионат СССР по вольной борьбе 1987 года — ;
- Чемпионат СССР по вольной борьбе 1988 года — ;
- Чемпионат СССР по вольной борьбе 1989 года — ;